# Tamir (fiume)
Il Tamir o Tamir gol (in mongolo Тамир гол) è un fiume della Mongolia centrale, provincia dell'Arhangaj. 
Scende dai monti Hangaj e sfocia nel fiume Orhon ad ovest del lago Ôgij nuur (alle coordinate: 47.793194°N 102.611556°E).